# سیمین سرکوب
سیمین سرکوب (۱۳۲۲) دوبلور اهل ایران است.

## زندگی
سیمین جلالوند، که پس از ازدواج با غلامرضا سرکوب با نام سیمین سرکوب شناخته می‌شود، در سال ۱۳۲۲ در تهران زاده شد و فعالیت هنری را با بازی در تئاتر آغاز کرد. سپس از سال ۱۳۴۳ به کار دوبلهٔ فیلم روی آورد و تا سال ۱۳۶۲ ادامه داد.
وی گویندهٔ مستعد نقش‌های اول و دوم فیلم‌های خارجی و فارسی بود و در طول سال‌های فعالیت حرفه‌ای خود در دوبلاژ، نقش‌های پررنگی را به‌جای بسیاری از بازیگران مطرح جهان از جمله آن بنکرافت، شلی وینترز، بتی دیویس، آنی ژیراردو، کتی جورادو، کولت رجیس، ژان مورو، لوراین گری، جنیفر جونز، سیمون سینیوره، باربارا اونیل، دوریس دولینگ، کاپوسین، مج رایان، آنجلا لنزبری، راشل رابرتز، لی پاتریک، جودیت اندرسون، ماگلی نوئل، آنوک امه، دبورا کار، السا رادزینیا، سیلویا سیدنی، ایرنه پاپاس، لیندا دارنل، مارگارت راترفورد، آنا کارنا، مورین اوهارا، کلود ژانساک، آلین مک‌ماهون، دنیز دارسل، اگنس مورهد، لوسیل بال، و... گویندگی کرده است. صدای او یکی از بهترین صداها برای زنان میانسال محسوب می‌شد و بر روی چهرهٔ حمیده خیرآبادی، دیانا، مهری ودادیان، آپیک یوسفیان، مهین شهابی، ژاله علو، ملیحه نظری، شهلا ریاحی، محبوبه بیات، فخری خوروش، سرور رجایی، و... می‌نشست.
صدای محکم و باصلابت و در عین حال زنانه او به‌جای وندی هیلر در نقش لیدی آلیس در «مردی برای تمام فصول»، به‌جای شخصیت زن در سلسله فیلم‌های لوئی دوفونس، به‌جای مهری ودادیان در نقش شاجون در مجموعهٔ «دایی‌جان ناپلئون»، به‌جای شخصیت‌های کارتونی نامادری ظالم در «سیندرلا»، کروئلا دویل در «صد و یک سگ خالدار» (والت دیزنی) و ویلما فلینت‌ستون در مجموعهٔ تلویزیونی «عصر حجر» (هانا-باربرا) برخی از شاخص‌ترین آثار وی در عرصهٔ دوبله به شمار می‌آیند.
سیمین سرکوب در سال ۱۳۶۲ به انگلستان مهاجرت کرد و در حال حاضر ساکن لندن است.

## گزیده آثار دوبله
فیلم‌های خارجی
| فیلم                               | بازیگر           | نقش                         |
| ---------------------------------- | ---------------- | --------------------------- |
| آخرین قارون (۱۹۷۶)                 | ژان مورو         | دیدی                        |
| آرواره‌ها (۱۹۷۵)                    | لوراین گری       |                             |
| آسمان‌خراش جهنمی (۱۹۷۴)             | جنیفر جونز       | لیسولت مولر                 |
| اعتراف (۱۹۷۰)                      | سیمون سینیوره    | لیز                         |
| بر باد رفته (۱۹۳۹)                 | باربارا اونیل    | الن اوهارا                  |
| برنج تلخ (۱۹۴۹)                    | دوریس دولینگ     | فرانچسکا                    |
| بندباز (۱۹۵۶)                      | کتی جورادو       | رزا                         |
| بورژوای کوچک کوچک (۱۹۷۷)           | شلی وینترز       |                             |
| بینوایان (۱۹۵۸)                    |                  | خانم تناردیه                |
| پرتقال کوکی (۱۹۷۱)                 | مج رایان         | دکتر برانوم                 |
| تختخواب سحرآمیز (۱۹۷۱)             | آنجلا لنزبری     |                             |
| جدال در آفتاب (۱۹۴۶)               | لیلیان گیش       | لورا بل                     |
| دسته سیسیلی‌ها (۱۹۶۹)               |                  | ماریا مانالزه - مونیک سارته |
| ربه‌کا (۱۹۴۰)                       | جودیت اندرسون    | خانم دانورث                 |
| زِد (۱۹۶۹)                          |                  |                             |
| سالگرد (۱۹۶۸)                      | بتی دیویس        |                             |
| سدوم و گمورا (۱۹۶۲)                | آنوک امه         |                             |
| سرگذشت آدل ﻫ. (۱۹۷۵)               |                  | خانم سندرز                  |
| سلطان و من (۱۹۵۶)                  | دبورا کر         | آنا                         |
| سیندرلا (۱۹۵۰)                     |                  | نامادری سیندرلا             |
| شاه لیر (۱۹۷۱)                     | السا رادزینیا    | گانریل                      |
| صد و یک سگ خالدار (۱۹۶۱)           |                  | کروئلا دویل                 |
| طالع نحس ۲ (۱۹۷۸)                  | سیلویا سیدنی     |                             |
| عمر مختار (۱۹۸۱)                   | ایرنه پاپاس      | مابروکا                     |
| کنتسی از هنگ کنگ (۱۹۶۷)            | مارگارت راترفورد |                             |
| گل آفتابگردان (۱۹۷۰)               | آنا کارنا        |                             |
| ماتیک (۱۹۷۶)                       | آن بنکرافت       |                             |
| ماجرای پوزیدون (۱۹۷۲)              | شلی وینترز       | بل                          |
| ماجرای نیمروز (۱۹۵۲)               | کتی جورادو       | هلن رامیرز                  |
| مردی برای تمام فصول (۱۹۶۶)         | وندی هیلر        | لیدی آلیس                   |
| معجزهٔ سیب (۱۹۶۱)                   | بتی دیویس        | آنی                         |
| مشعل و کمان (۱۹۵۰)                 | آلین مک‌ماهون     |                             |
| نقطه عطف (۱۹۷۷)                    | آن بنکرافت       |                             |
| ورا کروز (۱۹۵۴)                    | دنیز دارسل       |                             |
| افسونگر (مجموعه تلویزیونی)         | اگنس مورهد       | اندورا (مادر سامانتا)       |
| عصر حجر (مجموعهٔ تلویزیونی کارتونی) |                  | ویلما فلینت‌ستون             |

فیلم‌های ایرانی
| بازیگر                 | فیلم                                                      |
| ---------------------- | --------------------------------------------------------- |
| حمیده خیرآبادی (نادره) | اکثر فیلم‌های قبل از انقلاب                                |
| دیانا                  | اکثر فیلم‌ها (با لهجهٔ اصفهانی)                             |
| مهری ودادیان           | رگبار (۱۳۵۱) سلطان صاحبقران (۱۳۵۴) دایی‌جان ناپلئون (۱۳۵۵) |
| ژاله علو               | طوقی (۱۳۴۹) پل (۱۳۵۰)                                     |
| مهین شهابی             | بی‌تا (۱۳۵۱)                                               |
| محبوبه بیات            | ماهی‌ها در خاک می‌میرند (۱۳۵۶)                              |
| ملیحه نظری             | در امتداد شب (۱۳۵۶)                                       |
| آپیک یوسفیان           | بن‌بست (۱۳۵۷)                                              |
| فخری خوروش             | ملخ‌زدگان (۱۳۶۲)                                           |
|                        | پرتو (۱۳۶۴)                                               |

## بازیگری
تئاتر
- «معجزه در آلاباما» (نوشتهٔ ویلیام گیبسون؛ به کارگردانی داوود رشیدی؛ تهران، تئاتر کسری؛ ۱۳۴۳)
- «اوژنی گرانده» (نوشتهٔ انوره دو بالزاک؛ به کارگردانی داوود رشیدی؛ تهران، تئاتر کسری؛ ۱۳۴۳)

سینما
- «زمین تلخ» (به کارگردانی خسرو پرویزی؛ ۱۳۴۱)